# Les Liens de chaîne
Les Liens de chaîne est un roman de Robert Gaillard publié en 1942 aux éditions Colbert et ayant reçu le prix Renaudot la même année.

## Éditions
- Les Liens de chaîne, éditions Colbert, 1942.